# Chad Beguelin
Chad Beguelin (Centralia, 24 settembre 1969) è un librettista, paroliere e sceneggiatore statunitense.

## Biografia
Chad Beguelin è nato in Illinois e ha studiato drammaturgia all'Università di New York. Ha scritto i libretti dei musical The Wedding Singer (2006), Elf (2010), Aladdin (2011) e The Prom (2016). Nel 2020 ha curato la sceneggiatura dell'adattamento cinematografico di The Prom. Per la sua attività teatrale è stato candidato a sei Tony Award e a cinque Drama Desk Award.
Beguelin è dichiaratamente gay ed è sposato con il marito Tom Sleeman, con cui vive a Manhattan.

## Filmografia

### Sceneggiatore
- The Prom, regia di Ryan Murphy (2020)

## Riconoscimenti
- Tony Award
  - 2006 – Candidatura per la migliore colonna sonora originale per The Wedding Singer
  - 2006 – Candidatura per il miglior libretto di un musical per The Wedding Singer
  - 2014 – Candidatura per la migliore colonna sonora originale per Aladdin
  - 2014 – Candidatura per il miglior libretto di un musical per Aladdin
  - 2020 – Candidatura per la migliore colonna sonora originale per The Prom
  - 2020 – Candidatura per il miglior libretto di un musical per The Prom
- Drama Desk Award
  - 2006 – Candidatura per i migliori testi per The Wedding Singer
  - 2014 – Candidatura per i migliori testi per Aladdin
  - 2014 – Candidatura per il miglior libretto per Aladdin
  - 2019 – Candidatura per i migliori testi per The Prom
  - 2019 – Candidatura per il miglior libretto per The Prom